# ジャックと悪魔の国
『ジャックと悪魔の国』（Jack the Giant Killer）は、1962年のアメリカ合衆国の冒険ファンタジー映画。監督はネイサン・ジュラン。カーウィン・マシューズ主演。民話『巨人退治のジャック』に大まかに基づいている。
一部のスタッフやキャストが1958年の映画『シンバッド七回目の航海』と共通しており、内容も類似性がある。そのため、公開後に同作を製作したコロンビアピクチャーズはプロデューサーのエドワード・スモールを訴えると脅しており、スモールはリバイバル公開時に本作をミュージカル映画として改作、再編集した上で公開した。

## キャスト
※括弧内は日本語吹替（テレビ版）
- ジャック：カーウィン・マシューズ（市川治）
- エレーヌ王女：ジュディ・メレディス（上田みゆき）
- ペンドラゴン：トリン・サッチャー（渡部猛）
- ガーナ：ウォルター・バーク（平林尚三）
- インプ：ドン・ベドー（宮内幸平）
- ピーター：ロジャー・モブリー（白川澄子）
- シーガード：バリー・ケリー（水鳥鉄夫）
- 国王：デイトン・ラミス（岸野一彦）
  - その他吹替：若本規夫、原浩、峰あつ子

## スタッフ
- 監督：ネイサン・ジュラン
- 製作：エドワード・スモール
- 原案：オーヴィル・H・ハンプトン
- 脚本：オーヴィル・Ｈ・ハンプトン、ネイザン・ジュラン
- 撮影：デヴィッド・S・ホースレイ
- 特撮：ハワード・A・アンダーソン
- 音楽：ポール・ソーテル、バート・シェフター

日本語版
- 演出：福永莞爾
- 翻訳：岩佐幸子
- 調整：平野富夫
- 制作：東北新社

## 制作
プロデューサーのエドワード・スモールについて、監督のネイサン・ジュランは後に「彼はいくらかのお金を稼ぎたかった。彼はできるだけ当作を『シンバッド七回目の航海』に近づけようとした。彼はそのような類似した別作品を撮ることでお金を稼ぐことができると思った。ただし残念ながら、特殊効果に同じ人物を得ることができなかった」と述べている。
撮影の一部はサンタカタリナ島で行われた。